# Agani Murutsxi
Agani Murutsxi (лаз. Ağani Muruʒxi, дословно: «Новая звезда») — газета на лазском языке, выходящая с 11 сентября 2013 года в Стамбуле, Турция.

## История
В июне 2013 года группа лазов собралась в Стамбуле и обсудила возможность издания газеты на родном языке, чтобы спасти его от исчезновения. Несмотря на то, что некоторые участники встречи знали лазский язык, они никогда не писали на нём и осознавали трудности, связанные с отсутствием письменной традиции и терминологических ограничений.
11 июля 2013 года было объявлено о запуске двуязычной (лазско-турецкой) газеты под названием Agani Murutsxi. Название отсылает к первой в мире газете на лазском языке — Мчита муруцхи («Красная звезда»), основанной Искендером Циташи и выпущенной 7 ноября 1929 года в Сухуми, столице Абхазии в составе Грузинской ССР. Газета выходила всего дважды.

## Газета
Газета Agani Murutsxi была основана Ирфаном Чагатаем, который также является её владельцем и главным редактором. Первый номер вышел в свет 11 сентября 2013 года в Стамбуле. Формат издания — берлинер (немного выше и шире таблоида). Газета освещает вопросы культуры, спорта, политики, а также публикует статьи и карикатуры на темы, связанные с ассимиляцией. Изначально издание было двумесячным, позже стало выходить ежемесячно.
Средний тираж составляет 1000 экземпляров. Распространение осуществляется как в традиционных районах проживания лазов — Ризе и Артвинской провинции, так и в городах западной Турции с многочисленной лазской диаспорой: Стамбул, Измир, Анкара, Бурса, Сакарья, Коджаэли и Дюздже.